# Jack London (auteur)
Jack London, pseudoniem van John Griffith Chaney (San Francisco, 12 januari 1876 – Glen Ellen, Centraal Californië, 22 november 1916), was een Amerikaans schrijver van romans en korte verhalen.

## Leven en werk
London was de onwettige zoon van de Ierse astroloog William Henry Chaney en nam de naam aan van zijn stiefvader. Hij groeide op bij de haven van Oakland (Centraal-Californië,  San Francisco Bay Area) en leidde daar een avontuurlijk jeugdleven, waarbij hij vaak mee uit varen ging op zee, een periode die hij later verwerkte in The Cruise of the Dazzler (1902).

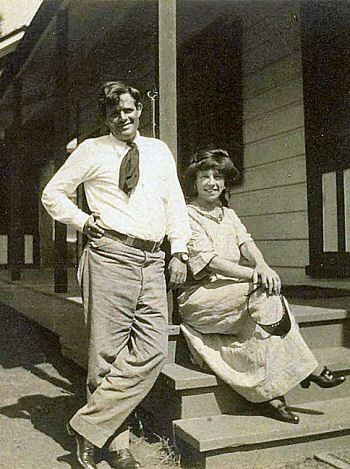
London en zijn vrouw Charmian op hun ranch in Glenn Ellen, 1911

London genoot slechts beperkt scholing en was grotendeels autodidact. Hij monsterde in 1893 op 17-jarige leeftijd aan op een schoener die op zeehondenjacht ging in de buurt van Japan en de Beringzee. Deze ervaring zou hij later verwerken in zijn roman The Seawolf (De Zeewolf) uit 1904. Na terugkomst zwierf hij een poos op goederentreinen door Amerika op zoek naar werk en avontuur en bracht in Buffalo een maand in de gevangenis door wegens landloperij. Zijn belevenissen als hobo verschenen later in zijn roman The Road. Over zijn ervaring in de gevangenis heeft hij nooit in detail willen treden. Hij keerde daarna terug naar het huis van zijn moeder in Oakland en ging, na een onderbreking van zes jaar, weer terug naar school. Hij wilde, zo schreef hij, voortaan niet meer zijn spieren verkopen, maar zijn hersens. In augustus 1896 slaagde hij voor het toelatingsexamen van de Universiteit van Californië in Berkeley, maar gaf zijn studie na het tweede semester alweer op, door geldgebrek en een afkeer van een 'passieloos streven naar passieloze kennis'. Hij probeerde toen een poosje verhalen, essays en gedichten te verkopen aan tijdschriften, maar had geen succes.
In juli 1897 trok hij als gouddelver naar Klondike. Het woeste landschap en het ruige leven van Alaska leverden hem stof voor zijn eerste verhalen, die hij vanaf 1898 begon te publiceren. Zijn bundel The Son of the Wolf  (1900) had groot succes. Kort daarna publiceerde hij een aantal dierenromans, waaronder het bekende The Call of the Wild (Roep van de Wildernis, 1903) en White Fang (Witte Hoektand, 1906). "Call of the Wild" gaat over de sledehond Buck die de natuurlijke leider van een wolvenhorde wordt. "White Fang" gaat over zijn nakomeling, een wolf die langzaam een trouwe hond wordt.
London was een verwoed lezer en werd sterk beïnvloed door denkers als Karl Marx, Charles Darwin, Herbert Spencer en Friedrich Nietzsche, hetgeen vooral blijkt uit de heroïsch-individualistische levenshouding van de meeste van zijn hoofdfiguren: vaak zijn het natuurlijke leiders.
Gedurende zijn hele leven besteedde London veel aandacht aan sociale en economische vraagstukken. Een verblijf in Londen leverde stof voor The People of the Abyss (1903), een sociologische studie over het leven in de Engelse hoofdstad. The war of the classes (1905) en The Human Drift (1917) zijn verkapte (sociaal) politieke pamfletten.
Londons oeuvre is zeer omvangrijk, maar ongelijk van kwaliteit. Reeds tijdens zijn leven was hij enorm populair. Hij stond niet alleen bekend om zijn werk, maar ook om zijn onstuimige leven. Om zijn reputatie gestand te doen (of wellicht ook wel uit innerlijke noodzaak) zag hij zich steeds weer verplicht op avontuur te gaan. Hij verbraste zijn fortuin en trok door zijn levenswijze een zware wissel op zijn fysieke en mentale gezondheid. Zijn persoonlijke problemen komen aan bod in de semi-autobiografische roman Martin Eden (1909), die uiteindelijk eindigt met de zelfmoord van de hoofdpersoon.
London overleed in 1916 op zijn ranch te Glenn Ellen, met vergiftigingsverschijnselen. Aangenomen werd dat hij zelfmoord pleegde, maar bij deze verklaring worden ook vraagtekens gezet: mogelijk leed hij aan ernstig nierfalen, mede ten gevolge van zijn alcoholmisbruik.

## Bibliografie (selectie)

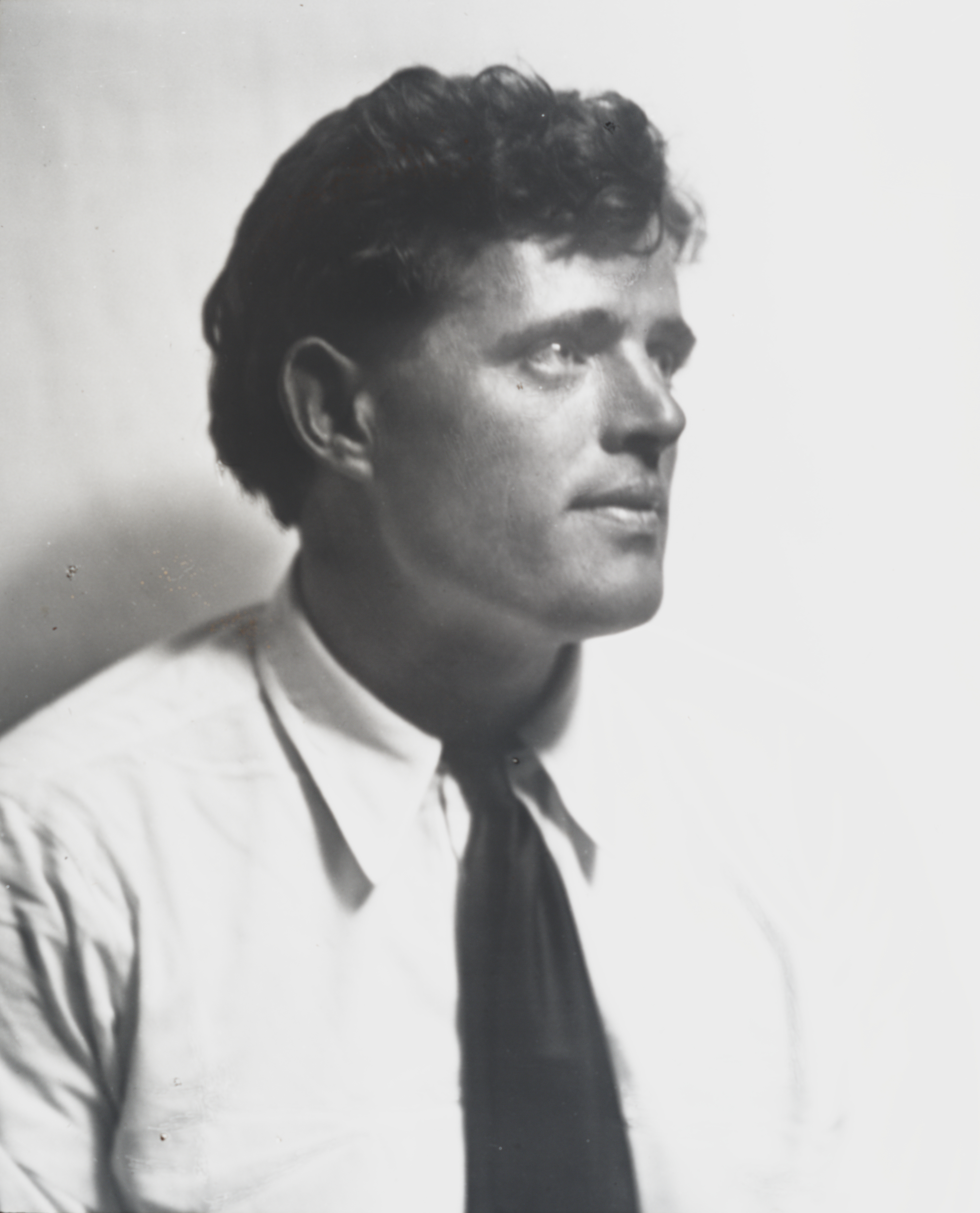
Portret door Arnold Genthe